# National Investigations Committee On Aerial Phenomena
Le National Investigations Committee On Aerial Phenomena (NICAP) ou Comité national d’enquête sur les phénomènes aériens est un groupe de chercheurs dans le domaine de l'ufologie. Il fut très actif aux États-Unis, de 1950 à 1980, et considéré dans l'opinion publique comme une sérieuse référence dans le traitement des informations relatives aux phénomènes OVNI.

## Objectifs et destin
Le NICAP fut une association à but non lucratif, la plus crédible des mouvements dont les recherches étaient axées sur les OVNIS aux États-Unis. Cette considération était à relier à la respectabilité de ses conseillers. L' écrivain américain spécialisé dans les objets volants non identifiés et les sujets paranormaux Jerome Clark écrivit à son propos "pour de nombreux Américains intéressées par les OVNIS, NICAP fut un forum objectif dans ses reportages, ses enquêtes, et dans ses investigations relatives à l' ugologie. NICAP a, en effet plaidé en faveur d'une transparence dans les observations d'OVNIS et il s'est montré sceptique quant aux thèses de la théorie du complot. La présence de plusieurs responsables militaires éminents au sein du conseil d'administration du NICAP a apporté un renouveau de respectabilité pour de nombreux observateurs.
Dans les années 1960 à la suite de la médiatisation d'une vague d'incidents d'OVNIS, le NICAP a enregistré un nombre considérable d'adhérents. Pourtant malgré sa popularité elle fut confrontée à des problèmes financiers, et à l’inexpérience de ses administrateurs. C'est à la suite du rapport Condon de l'université du Colorado, en 1968, que l’organisation tomba dans l'oubli.

## Historique

### Années 1950
Le NICAP a été fondé 24 octobre 1956 par le un physicien américain, Thomas Townsend Brown Le conseil d'administration était composé de personnalités, dont Donald Keyhoe , le retraité Maj USMC, et l'ancien chef du programme de missiles guidés de la Marine, le retraité RADM Delmer S. Fahrney USN .
Au début du mois de janvier 1957, cependant, Brown se révéla être un gestionnaire financièrement incapable; et le conseil lui demanda de se retirer. Fahrney le remplaça, puis convoqua une conférence de presse le 16 janvier 1957, au cours de laquelle il annonça que les OVNIS étaient sous contrôle intelligent, d'origine ni américaine ni soviétique. En avril 1957, Fahrney démissionna du NICAP, invoquant des problèmes personnels.
Donald Keyhoe lui succéda en qualité de directeur. Il fut rejoint par un camarade de l' Académie navale des États-Unis ( USNA , Annapolis ou simplement la Marine ), VADM, Roscoe Henry Hillenkoetter, USN (retraité), qui avait été un officier supérieur de la Marine américaine, l'US Navy, et qui fut le premier directeur de la CIA.
Le général Albert Coady Wedemeyer USA (Ret.) fut également élu au conseil d’administration du NICAP .
L'organisation avait un bulletin mensuel, The UFO Investigator qui était distribué dans les toutes les succursales à des États-Unis. Il touchait de nombreux membres amateurs, mais un aussi des journalistes, des militaires, des scientifiques et des médecins . L'objectif du NICAP était de mener objectivement des investigations sur les OVNIS.
En 1958, le NICAP comptait plus de 5 000 membres, mais la gestion financière et les compétences de Keyhoe n'étaient guère meilleures que celles de Brown et le NICAP a du faire face à plusieurs crises financières graves.

### Années 1960
Dans les années 1960, une grande partie du public américain s'intéressa vivement aux OVNIS, et le nombre d'adhérents au NICAP atteignit 14 000. Le financement de l'association fut grandement amélioré avec l'arrivée de ces nouveaux membres.
Hillenkoetter a quitté le conseil en 1962. En 1964, le NICAP publia The UFO Evidence , sous la direction de Richard H. Hall, un ufologue de premier plan et partisan de l'hypothèse extraterrestre pour expliquer les observations d' OVNI. L'US Air Force, en collaboration avec l'université du Colorado sollicitèrent NICAP pour une collaboration au projet du Rapport Condon, qui avait la vocation d' étudier les objets volants non identifiés, sous la direction du physicien Edward Condon, à la demande de l'US Air Force.
Donald Keyhoe désenchanta, quant en 1968, il apprit que le rapport avait conclu que les ovnis n'aient rien d’extraordinaires. Il a officiellement rompu ses liens avec le comité Condon au début de l'année 1968. À la suite de ce rapport l'intérêt du public s'estompa et le nombre d'adhérents retomba à 5 000.

### Années 1970
Par ailleurs, Donald Keyhoe fut accusé de malversations, et d'autoritarisme, aussi en décembre 1969, lors d’une "réunion houleuse", le conseil d’administration l'obligea à démissionner. Il se détourna de l'armée pour se multiplier ses relations avec la CIA chargée de l'acquisition du renseignement (notamment par l'espionnage) et de la plupart des opérations clandestines effectuées hors du sol américain, ainsi la couverture des OVNIS.
En décembre 1969, le conseil d'administration du NICAP, fut dirigé par le colonel Joseph Bryan III. Par la suite, il fut remplacé par John L. Acuff, dont la première mesure fut de dissoudre les agences affiliées localement et régionalement au NICAP en 1973.

### Années 1980
Le nombre de membres du NICAP n'a cessé que de baisser durant la direction de Acuff, puis celle de Alan Hall. Des querelles internes et des procès d'intentions paralysaient toute action, et des accusations infondées circulaient selon lesquelles la CIA avait infiltré le NICAP.
1980 a vu la dernière publication du bulletin d'information de NICAP. L'organisation fut dissoute, et ses archives contenant les dossiers sur les cas d'observation d'OVNI furent achetées par le Center for UFO Studies (CUFOS), une association internationale d'étude du phénomène ovni. Le CUFOS a été fondée en 1973 par l'astronome américain J. Allen Hynek, professeur à l'Université Northwestern de Chicago, spécialiste des ovnis. Hynek a d'ailleurs été conseiller scientifique du projet Blue Book (étude officielle des OVNI par l'armée américaine).